# سیندی شرمن
سیندی شرمن (به انگلیسی: Cindy Sherman) از مطرح‌ترین عکاسان پست مدرن آمریکایی است. اهمیت او در هنر معاصر دنبال کردن هم‌زمان دو هنر عکاسی و پرفورمنس و تلاقی این دو هنر با یکدیگر است. او که از سال ۱۹۷۴ بدن را موضوع کارش قرار داده بود و آثاری را با همین موضوع و در مدیا عکس خلق کرده بود با مجموعه کاری با عنوان «عکسهای بدون عنوان فیلم» (untitled film still) در اواخر سال ۱۹۷۷ تا ۱۹۸۰مجموعه‌ای را کار کرد که باعث شهرت بین‌المللی او شد.
این مجموعه از عکس‌هایی سیاه و سفید تشکیل شده‌است که در آن‌ها شرمن خود در هیئت زنان دهه ۵۰–۶۰ ظاهر شده‌است. او در واقع بازیگر عکس‌های خود است و نباید تصور کرد که این عکس‌ها سلف پرتره‌های او محسوب می‌شوند زیرا شرمن خود با بازسازی شخصیت‌ها و فضاها نسلی از زنان را به نمایش می‌گذارد که تحت تأثیر سینمای هالیوود و تبلیغات تلویزیونی به موجوداتی مسخ شده بدل شده‌اند که صرفاً باعث حض بصری مردان می‌شوند. این آثار مفهوم خود بودن و خویش بودن را مطرح می‌کنند.

## سبک عکاسی
سبک عکاسی سیندی شرمن در زمرهٔ عکاسی مفهومی قرار می‌گیرد و تمرکز اصلی آن بر بازنمایی نقش‌های جنسیتی، هویت فردی و ساختارهای فرهنگی و رسانه‌ای است. بخش مهمی از آثار او به‌صورت پرتره‌های ساختگی خلق شده‌اند که در آن‌ها خودِ هنرمند در نقش‌های مختلف ظاهر می‌شود، اما هدف او نه نمایش خود، بلکه کاوش در بازنمایی اجتماعی شخصیت‌هاست.
او اغلب با الهام از کلیشه‌های سینمایی، تبلیغات، هنر کلاسیک و رسانه‌های جمعی، شخصیت‌هایی خلق می‌کند که در ظاهر آشنا به نظر می‌رسند اما در بطن خود حامل نقدهای فرهنگی و اجتماعی هستند. استفاده از لباس، گریم، نورپردازی نمایشی و فضاسازی دقیق، بخشی جدایی‌ناپذیر از فرآیند خلاقانهٔ شرمن است.
شرمن هیچ‌گاه عنوان یا توضیح مشخصی برای آثارش ارائه نمی‌دهد و بر دریافت آزاد مخاطب تأکید دارد. آثار او از منظر تئوری‌های فمینیستی نیز مورد تحلیل قرار گرفته‌اند؛ چرا که در بسیاری از پروژه‌هایش مانند Untitled Film Stills یا Centerfolds Series، به بازنمایی بدن زن و نگاه مردانه در رسانه‌ها پرداخته‌است.

## صنعت مد
از سال‌های ۱۹۸۰ به بعد او سری جدیدی کار را با محوریت دنیای مد شروع کرد. پیشنهاد برای این مجموعه کارها را افرادی در صنعت مد و زیبایی به او دادند. او در این تصاویر شخصیت‌هایی بیمارگونه را تحت عنوان مدل می‌سازد و لباس‌هایی آزار دهنده تن آن‌ها می‌کند. نگاه انتقادی او به فضای حاکم بر صنعت مد با این مفهوم که این موجود در این لباس‌ها یک انسان نیست و یک موجود بیمار در حال مرگ است.